# Tourville-la-Rivière
Tourville-la-Rivière település Franciaországban, Seine-Maritime megyében. Lakosainak száma 2574 fő (2022. január 1.). Tourville-la-Rivière Les Authieux-sur-le-Port-Saint-Ouen, Cléon, Freneuse, Gouy, Oissel és Sotteville-sous-le-Val községekkel határos.

## Népesség
A település népessége az elmúlt években az alábbi módon változott:
| Lakosok száma | 2478 | 2491 | 2555 | 2501 | 2504 | 2493 | 2562 | 2568 | 2574 |
|               | 2013 | 2015 | 2016 | 2017 | 2018 | 2019 | 2020 | 2021 | 2022 |